# Счетовод
Счетово́д — младший бухгалтер или помощник бухгалтера, выполняющий первичные, вспомогательные функции бухгалтерского учёта. В настоящее время термин хоть и не является архаизмом, однако в качестве названия профессии почти не употребляется. 

## Отличие от бухгалтера
Принято считать, что термины счетовод и бухгалтер обозначают одну и ту же профессию и являются синонимичными парами по типу лётчик/пилот или самолёт/аэроплан, где первое слово чисто русского происхождения, а второе заимствовано из иностранных языков, в данном случае из (нем. Buchhalter от buch — книга, halter — держатель) во времена реформ Петра Великого. Однако, вопреки расхожему мнению, эти термины не являются синонимами. 
Если проводить аналогии с медициной, то бухгалтер — это доктор, а счетовод — это фельдшер. Рядовые счетоводы соотносились с бухгалтерами примерно так же, как рядовые повара соотносятся с шеф-поваром, или рядовые палатные медсестры со старшей медицинской сестрой. То есть выполняемые функции практически одни и те же, однако бухгалтер, в отличие от рядового счетовода, обладает более высокой квалификацией, более «универсален».

## Происхождение слова
Термин «счетовод» в русский язык ввёл Фёдор Венедиктович Езерский, изобретатель «русской тройной бухгалтерии» и издатель «Журнала Общества счетоводов», настаивавший на использовании в бухгалтерском деле русских слов вместо заимствованной терминологии. Так, например, Езерский предлагал следующие замены: «бухгалтерия» — «счетоводство», «актив» — «средства», «пассив» — «погашение», «кредит» — «расход», «сальдо» — «остаток» и так далее.
Слово прижилось, однако стало обозначать не бухгалтера вообще, а сотрудника, выполняющего вспомогательные бухгалтерские функции.

## Функции счетовода
Согласно «Словарю бухгалтерских терминов» у счетовода по сравнению с бухгалтером круг профессиональных функций уже. Его функции ограничиваются в основном регистрацией операций в журнале и внесением проводок в бухгалтерский регистр.
Согласно «Большому бухгалтерскому словарю» счетовод это работник бухгалтерии, в должностные обязанности которого входит выполнение под непосредственным руководством бухгалтера работы по заполнению учетных регистров и таблиц на основании данных первичных документов (требований на материалы, нарядом на сдельные работы и другое). Счетовод осуществляет также регистрацию бухгалтерских проводок и разноску их по счетам, производит несложные расчёты по отдельным участкам бухгалтерского учёта, принимает и контролирует правильность оформления первичных документов, подготавливает их к счётной обработке, а также для составления установленной бухгалтерской отчётности. Участвует в осуществлении мероприятий, направленных на укрепление хозяйственного расчёта.

## Счетоводы в колхозах
Бухгалтер колхоза и колхозный счетовод были разными квалификациями одной профессии. Счетовод,выполняя первичный учёт, подчинялся так называемому инструктору-бухгалтеру. В обязанности инструктора-бухгалтера входило проведение в колхозах текущих проверок состояния учёта и финансовой работы и документальных проверок всего финансового состояния колхоза, а также инструктирование счетоводов и помощь в организации их работы.

Сельскохозяйственные органы обязаны оказывать колхозам практическую помощь в постановке учёта и счетоводства. Для этой цели в МТС учреждены должности инструкторов-бухгалтеров, на обязанности к-рых лежит проведение в колхозах текущих проверок состояния учёта и финансовой работы и документальных проверок всего финансового состояния колхоза. К этой работе привлекаются инспектора отделений Госбанка и Сельхозбанка в р-нах, а также ревизионные комиссии колхозов. Инструкторы-бухгалтеры инструктируют счетоводов (бухгалтеров) колхозов о порядке ведения С, оказывают помощь в снабжении колхозов книгами и бланками учётной документации, помогают организовать подготовку и повышение квалификации счётных кадров колхозов. На обязанности инструкторов-бухгалтеров лежит также оказание помощи колхозам в правильной постановке финансовой работы.

Если колхоз был большим, то правление принимало на работу не счетовода, а полноценного бухгалтера.
Космонавт Алексей Леонов в своем интервью Российской Газете от 01 июля 2015 чётко указывает, что бухгалтер и счетовод — разные профессии:

Колхозный бухгалтер, счетовод да обиженный председатель сели втроём и быстренько вынесли приговор.
В списке квалификаций профшкол бухгалтеров колхозного учёта указаны следующие профессии через запятую: инструктор-бухгалтер, бухгалтер колхоза, счетовод колхоза.